# Audi
AUDI AG là một công ty của Đức chuyên sản xuất ô tô hạng sang dưới nhãn hiệu Audi. Công ty này là thành viên của tập đoàn ô tô lớn nhất thế giới Volkswagen AG. Cái tên Audi bản dịch tiếng La tinh là tên của nhà sáng lập August Horch.
Audi có trụ sở chính đặt tại Ingolstadt, Đức và là một công ty con của tập đoàn ô tô lớn nhất thế giới Volkswagen AG (sở hữu 99.55% cổ phần) từ năm 1964. Tập đoàn Volkswagen tái sử dụng cái tên Audi sau khi Audi trở thành một phần của tập đoàn. Volkswagen AG cũng mua tài sản của Auto Union và NSU Motorenwerke AG (NSU).
Hiện Audi AG là một trong những hãng xe sang nổi tiếng nhất thế giới. Hãng cùng Wolkswagen AG sở hữu rất nhiều những ông lớn tên tuổi trong làng công nghiệp ô tô như Lamborghini, Porsche, Bentley, Bugatti, Wolkswagen, Seat và hãng mô tô lừng danh Ducati.

## Quá trình thành lập và tên gọi
Ngày 14 tháng 11, năm 1899, August Horch (1868-1951) thành lập công ty A. Horch & Cie ở huyện Ehrenfeld của Cologne, nhưng do tranh chấp giữa ông và ban giám sát, ông đã phải rời bỏ công ty. Một vài năm sau đó, ông thành lập một công ty thứ hai, Horch ô tô-Werke GmbH. Công ty dấu vết nguồn gốc của nó lại cho năm 1909 và August Horch. Các xe ô tô đầu tiên của Audi, Audi Type A 10/22 hp (16 kW) Thể thao-Phaeton, được sản xuất vào năm 1910 tại Zwickau.
Năm 1909, Horch đã buộc phải ra khỏi công ty mà ông đã thành lập. Ông sau đó bắt đầu một công ty mới tại Zwickau và tiếp tục sử dụng thương hiệu Horch.. đối tác cũ của ông kiện ông vì vi phạm thương hiệu, và Tòa án tối cao Đức (Reichsgericht ở Berlin). cuối cùng đã xác định rằng các thương hiệu Horch thuộc về công ty cũ của mình.
August Horch đã bị cấm sử dụng tên gia đình của mình trong kinh doanh xe mới của mình, nên ông gọi là một cuộc họp với bạn bè kinh doanh tốt nhất của mình, Paul và Franz Fikentscher từ Zwickau. Tại căn hộ của Franz Fikentscher, họ đã thảo luận làm thế nào để đến với một tên mới cho công ty. Trong cuộc họp này, con trai của Franz đã âm thầm nghiên cứu Latin trong một góc của căn phòng. Một vài lần anh ấy trông giống như ông đang bên bờ của một cái gì đó mà chỉ nói rằng sẽ nuốt lời nói của mình và tiếp tục làm việc, cho đến khi cuối cùng anh thốt lên, "Cha - audiatur et-phần Altera... nó sẽ không là một ý tưởng tốt để gọi nó là Audi thay vì Horch ?" "Horch! " trong tiếng Đức có nghĩa là "Hark!" hoặc "nghe", mà là "Audi" trong tiếng Latin. Ý tưởng này đã nhiệt tình chấp nhận tất cả mọi người tham dự cuộc họp. Những chiếc xe Audi đầu tiên, chiếc B Type, 10/28PS được giao đầu năm 1910.
Audi bắt đầu với một nội tuyến 2612 cc [làm rõ cần] động cơ bốn mô hình theo sau là một mô hình cc 3564, cũng như 4.680 cc và 5.720 phân khối. Những chiếc xe đã được thành công ngay cả trong sự kiện thể thao. Sáu xi-lanh đầu tiên mô hình, [làm rõ cần thiết] 4655 cc xuất hiện vào năm 1924.
August Horch rời công ty Audi năm 1920 cho một vị trí cao tại Bộ giao thông vận tải, nhưng ông vẫn tham gia với Audi như là một thành viên của Hội đồng ủy thác. Vào tháng 9 năm 1921, Audi đã trở thành nhà sản xuất xe hơi Đức đầu tiên trình bày một chiếc xe sản xuất, Audi Type K, với ổ đĩa thuận tay trái. Lại, tay lái rộng và sự thống trị thành lập trong thập niên 1920 bởi vì nó cung cấp một cái nhìn tốt hơn đang tới giao thông, làm cho vượt an toàn hơn.

## Bodyshells
Audi sản xuất ô tô 100% mạ kẽm để ngăn chặn sự ăn mòn, và là thị trường hàng loạt xe đầu tiên làm như vậy, sau đây giới thiệu về quá trình của Porsche, c.1975. Cùng với các biện pháp phòng ngừa khác, lớp phủ toàn thân kẽm đã được chứng minh là rất hiệu quả trong việc ngăn ngừa rỉ sét. kết quả độ bền của cơ thể thậm chí vượt qua kỳ vọng của Audi, gây ra các nhà sản xuất để gia hạn bảo hành gốc 10-năm của mình chống lại thủng ăn mòn hiện tại 12 năm (trừ các cơ quan nhôm không rỉ sét).
Một chiếc xe bằng nhôm đã được đưa ra bởi Audi, và trong năm 1994 Audi A8 đã được đưa ra, trong đó giới thiệu công nghệ khung nhôm không gian (gọi là Audi Space Frame). Audi giới thiệu một loạt các xe trong-nineties giữa và tiếp tục theo đuổi các công nghệ và hiệu năng cao. Trước đó nỗ lực, Audi sử dụng ví dụ trong số 44 khung hình chế tạo ra nhôm như là thử giường cho kỹ thuật này.

## Drive bố trí
Trong tất cả các bài mô hình của Volkswagen-thời đại, Audi đã kiên quyết từ chối không chấp nhận bố trí phía sau bánh lái truyền thống được ưa thích bởi hai đối thủ vòm của Mercedes-Benz và BMW, ưu hoặc ổ đĩa phía trước bánh xe hoặc lái xe tất cả các bánh xe. Để đạt được điều này, Audi đã thường thiết kế xe hơi của mình với một động cơ được gắn kết theo chiều dọc phía trước, ở một vị trí "overhung", trên các bánh xe phía trước ở phía trước của đường trục. Trong khi điều này cho phép nhận con nuôi dễ dàng của tất cả các ổ bánh xe, nó sẽ chống lại sự phân bố trọng lượng lý tưởng 50:50 (cũng như tất cả các xe bánh trước).
Audi gần đây đã áp dụng các huy hiệu quattro với các mô hình như A3 và TT mà không sử dụng các hệ thống dựa trên Torsen như các năm trước, với một vi sai trung tâm cơ khí, nhưng với hệ thống Thụy Điển Haldex Traction AWD cơ điện ly hợp.

## Động cơ
Trong những năm 1980, Audi, cùng với Volvo, là vô địch của các động cơ 5 xi lanh, động cơ 2.1/2.2 L 5 xi lanh là giải pháp tối ưu hơn động cơ 6 xi lanh. Động cơ này được sử dụng không chỉ trong xe hơi sản xuất mà còn ở các xe đua của họ. Các động cơ 2,1 L 5 xi lanh đã được sử dụng làm cơ sở cho những chiếc xe đua trong những năm 1980, cung cấp hơn 400 mã lực (298 kW) sau khi chỉnh sửa. Trước năm 1990, đã có động cơ được sản xuất với dung tích xi lanh giữa 2,0 L và 2,3 L. này nhiều khả năng cho phép động cơ tiết kiệm nhiên liệu cả và công suất.

## Đối thủ cạnh tranh
Trải qua những năm 1990, Audi bắt đầu di chuyển thay đổi thị trường mục tiêu của mình cao cấp để cạnh tranh với ô tô Đức Mercedes-Benz và BMW. Điều này bắt đầu với việc phát hành của động cơ V8 Audi vào năm 1990. Đó là bản chất là một động cơ mới được trang bị cho Audi 100/200, nhưng với thân xe khác biệt đáng chú ý. Rõ nhất là lưới tản nhiệt mới mà bây giờ đã hợp nhất vào nắp ca-pô này.
Bởi năm 1991, Audi đã có 4 xi-lanh của Audi 80, trong 5 xi-lanh của Audi Audi 90 và 100, các Audi V8 tăng áp 200 và Audi. Cũng có một phiên bản coupe của 80/90 với cả bốn và 5 xi-lanh động cơ.
Mặc dù trong năm tích xi lanh động cơ là một động cơ thành công và mạnh mẽ, nó vẫn còn là một chút quá khác nhau cho các thị trường mục tiêu. Với sự giới thiệu của một toàn mới của Audi 100 trong năm 1992, Audi giới thiệu một động cơ V6 2.8L. Động cơ này cũng được trang bị cho một khuôn mặt-nâng Audi 80 (tất cả 80 và 90 mô hình bây giờ đã được 80 badged trừ Hoa Kỳ), cho mô hình này là một sự lựa chọn của 4, 5, 6 xi-lanh động cơ, trong Saloon, Coupé và Cabriolet cơ thể phong cách.
5 xi-lanh đã sớm bỏ như là một sự lựa chọn động cơ lớn, tuy nhiên, một tăng áp 230 mã lực (169 kW) phiên bản còn lại. Các động cơ, ban đầu được trang bị cho các 20V quattro 200 của năm 1991, là một dẫn xuất của động cơ được trang bị cho các Quattro Sport. Nó được trang bị cho các Coupé Audi, và đặt tên là S2 và cũng để cho cơ thể 100 Audi, và đặt tên là S4. Hai mô hình được sự khởi đầu của S-series sản xuất hàng loạt xe ô tô hiệu suất.

## Khung xe
Các mẫu xe Audi A8 thay thế động cơ V8 vào năm 1994, với một khung bằng nhôm, được gọi là "Audi Space Frame" (ASF), để giảm trọng lượng. Việc giảm trọng lượng đã được bù đắp bởi hệ dẫn động bốn bánh quattro. Nó có nghĩa là chiếc xe có hiệu suất tương tự như đối thủ của nó, nhưng có độ bám đường tốt hơn. Audi A2, Audi TT và Audi R8 cũng sử dụng Audi Space Frame.
Các mẫu xe Audi A2 đã được một tương lai siêu nhỏ sinh ra từ khái niệm Al2. Nó có nhiều tính năng mà Audi đưa công nghệ tiên tiến mà nó đã thiếu trong nhiều năm, như các khung bằng nhôm đã được một lần đầu tiên trong thiết kế xe hơi sản xuất. Trong Audi A2 TDI của họ tiếp tục mở rộng công nghệ thông qua việc sử dụng động cơ 3 xi lanh tiết kiệm nhiên liệu. Audi A2 có tính khí động học cao và được thiết kế xung quanh một đường hầm gió. Các Audi A2 bị chỉ trích vì giá thành cao và không bao giờ thực sự là một thành công doanh thu nhưng nó trồng Audi như là một nhà sản xuất tiên tiến. Các mô hình, một chiếc Mercedes-Benz A-Class đối thủ cạnh tranh, bán tương đối tốt ở châu Âu. Tuy nhiên, A2 đã ngưng trong năm 2005 và Audi đã quyết định không để phát triển một thay thế ngay lập tức.

## Audi A4
Các chính tiếp theo mô hình thay đổi đã đến vào năm 1995 khi Audi A4 thay thế cho Audi 80. Đề án đặt tên mới đã được áp dụng cho các Audi 100 để trở thành Audi A6 (với một facelift nhỏ). Điều này cũng có nghĩa là các S4 S6 và trở thành S4 mới đã được giới thiệu trong cơ thể A4. S2 được chấm dứt. Các Cabriolet Audi tiếp tục trên (dựa trên nền tảng 80 Audi) cho đến năm 1999, đạt các nâng cấp động cơ trên đường đi. Một mô hình mới A3 hatchback (chia sẻ nền tảng của Volkswagen Golf Mk4) được giới thiệu với nhiều các năm 1996, và Audi TT cấp tiến chiếc coupe và roadster đã được ra mắt vào năm 1998 dựa trên nền tảng tương tự.
Các công cụ có sẵn trong phạm vi được bây giờ là một 1.4L, 1.6L và 1.8L 4 xi lanh, 1.8L 4 xi-lanh turbo, 2.6L và 2.8L V6, 2.2L turbo-tính 5 xi-lanh và động cơ 4.2L V8. Các V6s được thay thế bằng 2.4L và 2.8L 30V mới V6s vào năm 1998, với sự cải thiện đáng kể mô-men xoắn, sức mạnh và êm ái. Ngoài động cơ đã được thêm vào trên đường đi, bao gồm một động cơ W12 3.7L V8 và 6.0L cho A8.

## Direct-Shift Gearbox
Ở thế kỷ này, Volkswagen giới thiệu hộp số Direct-Shift Gearbox (DSG), một loại truyền ly hợp kép. Đây là một truyền tự động bán tự động, drivable giống như một hộp số tự động thông thường. Dựa trên các hộp số được tìm thấy trong Group B S1, hệ thống bao gồm bộ ly hợp kép electrohydraulically kiểm soát thay vì một công cụ chuyển đổi mô-men xoắn. Điều này được thực hiện trong một số Golfs VW, Audi A3 và TT mô hình hợp DSG được gọi là S-tronic.